# Arondismentul Haguenau
Arondismentul Haguenau (în franceză Arrondissement de Haguenau) este un arondisment din departamentul Bas-Rhin, regiunea Alsacia, Franța.

## Componență

### Cantoane
1. Bischwiller
2. Haguenau
3. Niederbronn-les-Bains

### Comune
Comunele din Haguenau, cu codurile lor INSEE:
| 1. Auenheim (67014)              | 2. Batzendorf (67023)     | 3. Berstheim (67035)               | 4. Bischwiller (67046)            |
| 5. Bitschhoffen (67048)          | 6. Dalhunden (67082)      | 7. Dambach (67083)                 | 8. Dauendorf (67087)              |
| 9. Drusenheim (67106)            | 10. Engwiller (67123)     | 11. Forstfeld (67140)              | 12. Fort-Louis (67142)            |
| 13. Gumbrechtshoffen (67174)     | 14. Gundershoffen (67176) | 15. Haguenau (67180)               | 16. Herrlisheim (67194)           |
| 17. Hochstett (67203)            | 18. Huttendorf (67215)    | 19. Kaltenhouse (67230)            | 20. Kauffenheim (67231)           |
| 21. Kindwiller (67238)           | 22. La Walck (67512)      | 23. Leutenheim (67264)             | 24. Mertzwiller (67291)           |
| 25. Mietesheim (67292)           | 26. Morschwiller (67304)  | 27. Neuhaeusel (67319)             | 28. Niederbronn-les-Bains (67324) |
| 29. Niederschaeffolsheim (67331) | 30. Oberbronn (67340)     | 31. Oberhoffen-sur-Moder (67345)   | 32. Offendorf (67356)             |
| 33. Offwiller (67358)            | 34. Ohlungen (67359)      | 35. Reichshoffen (67388)           | 36. Rœschwoog (67405)             |
| 37. Rohrwiller (67407)           | 38. Roppenheim (67409)    | 39. Rothbach (67415)               | 40. Rountzenheim (67418)          |
| 41. Schirrhein (67449)           | 42. Schirrhoffen (67450)  | 43. Schweighouse-sur-Moder (67458) | 44. Sessenheim (67465)            |
| 45. Soufflenheim (67472)         | 46. Stattmatten (67476)   | 47. Uberach (67496)                | 48. Uhlwiller (67497)             |
| 49. Uhrwiller (67498)            | 50. Uttenhoffen (67502)   | 51. Wahlenheim (67510)             | 52. Weitbruch (67523)             |
| 53. Windstein (67536)            | 54. Wintershouse (67540)  | 55. Wittersheim (67546)            | 56. Zinswiller (67558)            |